# Округ Волтон (Џорџија)
Округ Волтон (енгл. Walton County) је округ у америчкој савезној држави Џорџија.

## Демографија
По попису из 2010. године број становника је 83.768, што је 23.081 (38,0%) становника више него 2000. године.
| Група             | 2000.          | 2010.          |
| Белци             | 49.731 (81,9%) | 65.677 (78,4%) |
| Афроамериканци    | 8.749 (14,4%)  | 13.103 (15,6%) |
| Азијати           | 425 (0,7%)     | 956 (1,1%)     |
| Хиспаноамериканци | 1.163 (1,9%)   | 2.683 (3,2%)   |
| Укупно            | 60.687         | 83.768         |